# Kyanatany

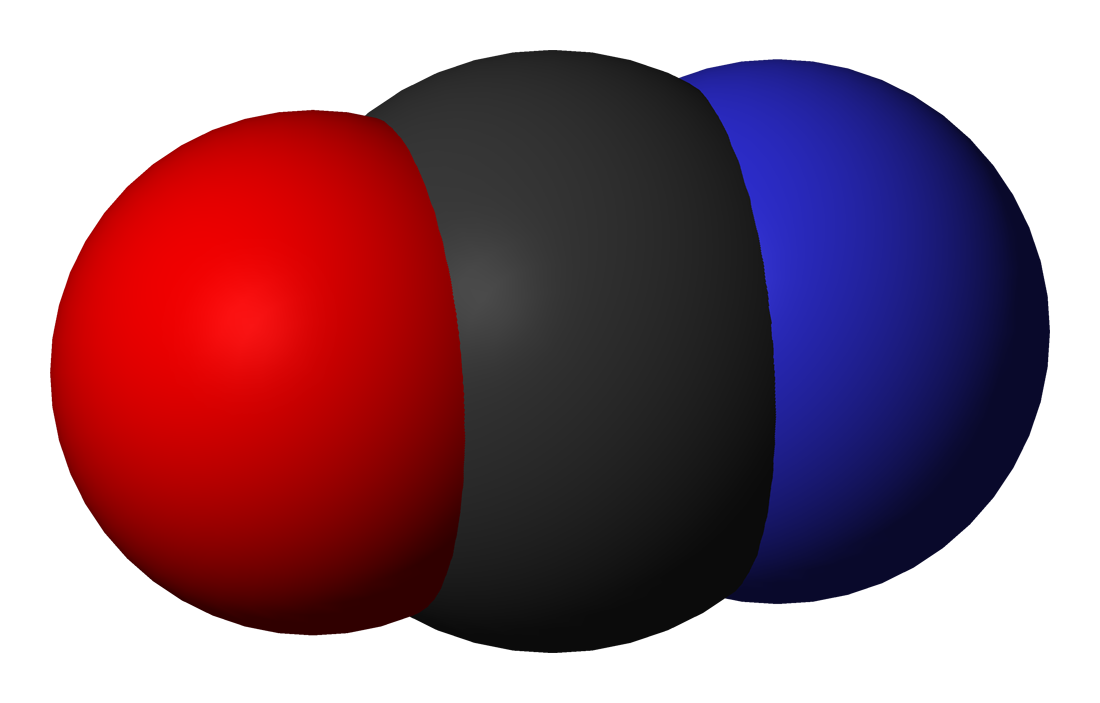
Model kyanatanového aniontu

Kyanatany jsou soli kyanatanového aniontu, OCN− (odvozeného od kyseliny kyanaté, HNCO). Anion vytváří tři rezonanční struktury: −O-C≡N (zastoupení 61 %), O=C=N− (30 %) a +O≡C-N2− (4 %).
Kyanatanový anion je izomerem mnohem méně stálého fulminátového aniontu, CNO−.
Kyanatanový ion je ambidentátním liganem, protože může vázat kovy do komplexů jak přes dusíkové, tak i přes kyslíkové atomy, protože oba mohou sloužit jako donory elektronů. Může být také můstkovým ligandem.
Kyselina kyanatá může vytvářet i estery, nazývané kyanáty.

## Kyanatanový ion
Trojice atomů v kyanatanovém iontu leží na jedné přímce, struktura iontu je tak lineární. Elektronovou strukturu lze nejjednodušeji zapsat jako :Ö̤−C≡N:, s jednoduchou vazbou C−O a trojnou vazbou C≡N. V infračerveném spektru se objevuje absorpční pás na 2096 cm−1; takto vysoké vlnočty jsou obvyklé u trojných vazeb.
Kyanatanový anion má vlastnosti Lewisovy zásady. Atomy kyslíku i dusíku mají volné elektronové páry, přičemž každý z nich, i oba zároveň, se mohou navázat na Lewisovy kyseliny.

## Soli
Kyanatan sodný je izostrukturní s fulminátem sodným, což potvrzuje lineární strukturu kyanatanového iontu. Vyrábí se zahříváním směsi uhličitanu sodného a močoviny.
Na2CO3 + 2 OC(NH2)2 → 2 NaNCO + CO2 + 2 NH3 + H2O
Podobně se vyrábí také kyanatan draselný. Kyanatany lze získat i oxidací kyanidů; tato vlastnost se využívá při odstraňování kyanidů pomocí manganistanů nebo peroxidu vodíku.

## Komplexy
Kyanatanový ion může dodávat elektrony z dusíkového i kyslíkového atomu (nebo z obou). Strukturu N-vázané a O-vázané komplexy lze od sebe odlišit pomocí jejich geometrií. U N-vázaných kyanatanových komplexů může být skupina M−NCO přibližně lineární, zatímco u O-vázaných bývá ohnutá. Komplex [Ag(NCO)2]− je, jak bylo potvrzeno rentgenovou krystalografií, lineární; ale krystalová struktura kyanatanu stříbrného se skládá z klikatých řetězců atomů dusíku a stříbra.
Sloučenina
```
   NCO
  /   \
Ni    Ni
  \   /
   OCN
```

obsahuje ohnuté vazby Ni-N-C.
Jednotlivé izomery lze odlišit infračervenou spektroskopií; mnoho komplexů dvojmocných kovů je N-vázaných. Vazby přes kyslík byly nalezeny u komplexů typu [M(OCN)6]n−, kde M = Mo3+, Re4+, nebo Re5+. Žlutě zbarvený komplex Rh(PPh3)3(NCO) a oranžový komplex Rh(PPh3)3(OCN) jsou vazebnými izomery a k jejich vzájemnému odlišení lze využít odlišnosti v infračervených spektrech.
Kyanatanový ion může prostřednictvím obou svých donorových atomů vytvářet můstky mezi atomy kovů, jaké byly nalezeny například u [Ni2(NCO)2(En)2][BPh4]2. U této sloučeniny jsou struktury Ni−N−C i Ni−O−C ohnité, i když je v prvním případě donorem atom dusíku.

## Kyanátové funkční skupiny
Sloučeniny obsahující kyanatanovou funkční skupinu, −O−C≡N, se označují jako kyanáty nebo kyanátové estery. Arylkyanáty, jako je fenylkyanát, C6H5OCN, lze připravit reakcemi fenolů s chlorkyanem, ClCN, za přítomnosti zásady.
Obdobnými sloučeninami odvozenými od izokyanátové skupiny, -N=C=O, jsou isokyanáty.